# Khiyam
Khiyam (in arabo الخيام‎?, al-Khiyām) è un villaggio che si trova nel governatorato di Nabatiye. Si trova nel sud del Libano, 750 metri sopra il livello del mare, a circa 100 km da Beirut ed approssimativamente a 4 chilometri dalla frontiera israeliana. La popolazione è formata per il 90% da musulmani sciiti e per il 10% da cristiani.
Il villaggio divenne il centro di un conflitto maggiore tra l'Esercito Israeliano e i combattenti di Hezbollah durante il conflitto israelo-libanese del 2006. È tristemente famoso per essere stato il luogo in cui sorgeva il carcere di Khiyam, aperto dall'Esercito Libanese del Sud durante l'occupazione israeliana del Libano. Durante il conflitto del 2006 tra Israele e Libano, si verificò un gravissimo attacco israeliano contro il personale delle Nazioni Unite, con il bombardamento demolitivo di una postazione di osservazione fortificata e l'uccisione di 4 soldati dell'ONU ivi presenti.
Alcuni analisti, soprattutto libanesi ed arabi in generale, sostengono che gli israeliani abbiano lanciato su Khiyam un ordigno sperimentale all'uranio arricchito oppure impoverito, forse del tipo RNEP (B61-Mod 11), di produzione statunitense.

## Operazioni dell'ONU nel sud del Libano
L'United Nations Interim Force in Lebanon, nota con la sigla UNIFIL, venne creata dalle Nazioni Unite, in base all'adozione delle Risoluzioni n° 425 e 426 del suo Consiglio di sicurezza del 19 marzo 1978, per garantire il ritiro israeliano dal Libano, per restaurare la pace e la sicurezza internazionale e aiutare il governo libanese a riaffermare la sua effettiva autorità nell'area. Le prime truppe dell'UNIFIL giunsero nell'area il 23 marzo 1978; queste truppe sono state riassegnate ad altre operazioni di peacekeeping dell'ONU (vale a dire l'UNEF e l'UNDOF).
Durante la guerra del Libano del 1982, le posizioni dell'ONU vennero scavalcate, principalmente dalle forze comandate "de facto" dal maggiore Haddad. Queste erano forze locali cristiane che venivano sostenute dalla IDF israeliana. Il ruolo principale della UNIFIL era di portare cibo ed altri aiuti alla popolazione locale del Libano meridionale. Nel 1999, Israele intraprese un ritiro completo, che si concluse nel 2000 e permise all'UNIFIL di riprendere i suoi compiti militari. Su richiesta del governo libanese, nel gennaio del 2006 la ONU estese il periodo del mandato dell'UNIFIL che stava per finire il 31 luglio del 2006.

## Attacco del 25 luglio 2006 contro il posto di osservazione dell'ONU

### Attacco israeliano a Khiyam
Il 25 luglio del 2006 quattro osservatori disarmati della United Nations Truce Supervision Organization (UNTSO), appartenenti ai contingenti forniti dall'Austria, dalla Cina, dalla Finlandia e dal Canada furono uccisi da un bombardamento aereo israeliano che colpì un posto di osservazione ONU nel sud del Libano. Secondo l'ONU, i quattro si erano rifugiati in un bunker sottostante alla torre di osservazione, che era un edificio di tre piani all'interno di una base di pattugliamento situato nella località di Khiyam. Era stato colpito 14 volte dall'artiglieria israeliana in un periodo di 6 ore, durante il quale la postazione contattò un tenente di collegamento israeliano per ben 10 volte, per chiedere la cessazione del bombardamento che subivano. Secondo un ufficiale dell'ONU che aveva visto il rapporto preliminare, un ufficiale israeliano promise ogni volta di cessare il bombardamento.
Un "rescue team" del UNIFIL venne inviato alla scena dei fatti, dove furono estratti dalle rovine i corpi di tre osservatori, mentre ancora erano sottoposti al fuoco delle IDF. L'attacco nelle zone vicine continuava mentre si cercava di soccorrere i feriti. Inoltre l'UNIFIL disse che vi erano stati 14 scontri a fuoco nei pressi della postazione dal pomeriggio. Daniel Ayalon, l'Ambasciatore di Israele presso gli Stati Uniti, disse "che ovviamente l'UNIFIL era stata colta nel mezzo" di una sparatoria tra i guerriglieri Hezbollah e le truppe israeliane. "Non abbiamo conferma su cosa abbia causato queste morti. Potrebbe essere un errore nostro (Israel Defense Forces). Potrebbe essere Hezbollah," affermò.

### Osservatori ONU, vittime dell'attacco
Per l'8 agosto del 2006, i corpi dei 4 osservatori erano stati identificati. Le vittime erano:
- il Tenente colonnello Du Zhaoyu (杜照宇), 34, da Jinan, Repubblica Popolare Cinese.[9]
- il Tenente-comandante Jarno Mäkinen, 29, da Kaarina in Finlandia.[10]
- il Maggiore Paeta Derek Hess-von Kruedener, membro della Fanteria Canadese.[11]
- il Maggiore Hans-Peter Lang, 44, dalla regione della Stiria, in Austria.[12]

### Reazioni internazionali
Il segretario generale dell'ONU Kofi Annan affermò in una dichiarazione da Roma che si sentiva "... scioccato e profondamente turbato dall'attacco, apparentemente deliberato, condotto dalle Israeli Defence Forces."
Annan affermò in una dichiarazione ufficiale: "Questo attacco coordinato di artiglieria e bombardamento aereo su una postazione dell'O.N.U. esistente da lunga data e chiaramente segnalata, sul campo e sulle mappe di Khiyam, avviene a dispetto di rassicurazioni personali a me fornite dal Primo ministro Ehud Olmert che le posizioni O.N.U. sarebbero state risparmiate dal bersagliamento israeliano". "Inoltre, il generale Alain Pellegrini, comandante delle forze ONU nel Libano meridionale, aveva mantenuto ripetuti contatti telefonici con ufficiali israeliani nella giornata, rimarcando la necessità di proteggere proprio quella posizione dell'ONU da qualsiasi attacco".
Il 26 luglio del 2006, il Premier Ehud Olmert telefonò a Kofi Annan per esprimere il profondo rammarico per la morte dei 4 osservatori dell'ONU. Promise che Israele avrebbe investigato sull'incidente e informato dei risultati Annan, ma disse che era rimasto deluso dalle dichiarazioni del Segretario Generale dell'ONU sul fatto che l'attacco israeliano contro il posto di osservazione ONU fosse stato "apparentemente deliberato". L'ambasciatore israeliano all'ONU, Gillerman, escluse un qualsiasi futuro maggiore coinvolgimento dell'ONU in una più grande forza internazionale nel Libano, dicendo che erano necessarie forze di osservatori più professionali e meglio addestrati, adatte anche a difendersi in situazioni così volatili.
Un rappresentante della Human Rights Watch disse in un'intervista alla BBC News che stanno investigando l'incidente come possibile crimine di guerra.

### Investigazione del bombardamento
L'Alto Comando israeliano ha promosso un'indagine sul bombardamento e ha concluso che il fatto è stato dovuto a un "tragico errore".

Il rapporto sostiene che mappe militari difettose avevano portato all'erronea identificazione della postazione come un caposaldo di Hezbollah, e a categorizzarlo come un bersaglio.

Il portavoce del ministro degli Esteri israeliano, Mark Regev, affermò che il rapporto concludeva che l'attacco era un tragico errore, uno sbaglio, e che gli aerei israeliani avevano attaccato la postazione, convinti che dopo aver messo in fuga il personale dell'ONU, il sito fosse stato occupato da Hezbollah.

## Cronologia degli incidenti attorno a Khiyam
I molti dispacci di stampa UNIFIL menzionano dozzine di attacchi durante e contro la loro presenza durante il conflitto del 2006.
- Il personale dell'ONU fu accolto a pietrate da una folla di libanesi inferociti in seguito al recupero di cadaveri dopo un bombardamento della IAF su un convoglio che abbandonava Marwahin nei pressi di Tiro.[22]
- 17 luglio: Un membro dello staff internazionale dell'UNIFIL e sua moglie furono uccisi durante un attacco aereo della IDF su Hosh, il luogo dove essi abitavano (nell'area di Tiro).[23] I loro corpi vennero ricuperati dalla macerie il 26 luglio.[24]
- 23 luglio: Il fuoco dei guerriglieri Hezbollah ferisce un osservatore italiano OGL sul confine.[25]

### Bombardamento del bunker di Khiyam
- 25 luglio del 2006, 4 osservatori disarmati dell'UNTSO (da Austria, Cina, Finlandia e Canada) vennero uccisi da un bombardamento aereo israeliano contro una postazione di osservazione dell'ONU nel sud del Libano. I 4 si trovavano in un bunker sotto la postazione. Era stato cannoneggiato 14 volte dall'artiglieria di Israele in 6 ore, durante il quale i funzionari avevano inutilmente chiamato l'ufficiale di collegamento israeliano 10 volte per chiedere l'interruzione del bombardamento. Ogni volta l'ufficiale aveva promesso la sua fine.[26] Il Segretario generale Kofi Annan dichiarò in una conferenza a Roma che era " ... scioccato e disturbato dal possibile bombardamento deliberato eseguito dalle Israeli Defense Forces."[27]

La posizione del sito di osservazione era nota, ed entrambi i lati nel conflitto avevano le esatte coordinate. Comunque, Annan non aveva evidenze che dimostrassero il bombardamento deliberato, e molti critici descrissero la frase di Annan come indicativa di una tendenza anti-israeliana dell'ONU.
Da dichiarazioni stampa dell'UNIFIL del 26 -27 luglio si nota che i Hezbollah avevano approfittato per sparare vicino a 4 posizioni dell'UNIFIL ad Alma al-Sha'b, Tibnin Brashit e al-Tiri. Il Ministro degli Esteri dell'Irlanda disse che un ufficiale irlandese che lavorava per le forze dell'ONU si mise in contatto con gli israeliani per ben 6 volte per avvertire che i loro bombardamenti mettevano in pericolo lo staff ONU, e vennero rassicurati, in più occasioni che avrebbero cessato l'attacco.
- 27 luglio del 2006: Secondo un'intervista sulla radio CBC e molte fonti giornalistiche, il generale-maggiore Lewis MacKenzie, racconta il testo di un'e-mail ricevuta pochi giorni prima, inviata dall'appena ucciso maggiore canadese Paeta Hess-von Kruedener (un osservatore disarmato), che scriveva "... quel che voleva dirci era che i guerriglieri Hezbollah erano tutto attorno alla sua posizione, e che la IDF stava (sic) bersagliandoli, in quello che secondo lui era un trucco favorito dai paesi senza rappresentanza ONU. Usano il personale ONU come scudi, sapendo che non possono essere puniti per questo."[32][33]

### Morte di molti minorenni nella casa di Qana
- 30 luglio, dopo un attacco aereo su una casa di Qana, dove erano morti 28 civili, migliaia di manifestanti libanesi attaccano l'edificio dell'ONU a Beirut e aggrediscono il personale.[34][35]
- 6 agosto, un razzo di Hezbollah colpisce il quartier generale del contingente UNIFIL cinese, ferendo tre osservatori cinesi.[36]

- In un comunicato ufficiale del 6 agosto, l'UNIFIL denuncia che "sin dallo scoppio delle ostilità, sono stati uccisi 4 osservatori militari della OGL, un membro dello staff UNIFIL e moglie sono morti in bombardamento. Quattro soldati del Ghana, 3 dall'India, 3 dalla Cina e un osservatore OGL (militare italiano) sono stati feriti a causa del fuoco incrociato."[36]
- 14 agosto, la IDF cerca di colpire una fazione palestinese nel campo di rifugiati di 'Ayn el-Helwe di Sidone. Due missili sono sparati contro un'area residenziale di civili e uccidono ʿAbd al-Saghīr (membro dello staff UNRWA).[37]

Nel frattempo, il Consiglio di Sicurezza dell'ONU non riesce a trovare un accordo su un pronunciamento che risponda all'attacco israeliano dopo che gli USA minacciano il veto, rifiutando qualsiasi risoluzione che condanni "ogni attacco deliberato contro il personale dell O.N.U."'

## Totale delle vittime tra il personale ONU attorno a Khiam
| Paese                             | Civili  | Militari          |
| --------------------------------- | ------- | ----------------- |
| Austria                           |         | 1 morto           |
| Canada                            |         | 1 morto           |
| Cina (Repubblica Popolare Cinese) |         | 1 morto 3 feriti  |
| Finlandia                         |         | 1 morto           |
| Ghana                             |         | 5 feriti          |
| India                             |         | 3 feriti          |
| Italia                            |         | 1 ferito          |
| Nigeria                           | 1 morto |                   |
| Totale                            | 1 morto | 4 morti 12 feriti |